# 29760 Milevsko
29760 Milevsko este un asteroid din centura principală de asteroizi.

## Descriere
29760 Milevsko este un asteroid din centura principală de asteroizi. A fost descoperit pe 15 februarie 1999 la Observatorul Kleť par l'Observatorul Kleť. Asteroidul prezintă o orbită caracterizată de o semiaxă mare de 2,75 ua, o excentricitate de 0,11 și o înclinație de 2,1° în raport cu ecliptica.